# Bijrol
Een bijrol is een rol in een film, toneelstuk, boek, strip, televisieserie, opera / operette, animatiefilm, computerspel die weliswaar geen hoofdrol is, maar die toch bijdraagt aan het verhaal.
Er zijn kleine en grote bijrollen, die (in tegenstelling tot figuranten) allemaal wel degelijk van belang zijn voor het verhaal.
Men spreekt van een gastrol ter onderscheiding van de recurrente hoofd- en nevenpersonages.
Als erkenning voor het belang van bijrollen worden en in de theater- en filmindustrie prijzen gegeven voor de beste bijrol, zoals de Academy Awards voor Beste Mannelijke Bijrol en Beste Vrouwelijke Bijrol en de Saturn Award voor beste mannelijke bijrol.
De term "bijrol" kan tevens een figuratieve betekenis hebben en dan betrekking hebben op een ondergeschikte rol buiten de acteurssector, zoals wie zijdelings te pas komt in een ceremonie, spektakel, proces of schandaal. 